# Gerres subfasciatus
Gerres subfasciatus és una espècie de peix pertanyent a la família dels gerrèids.

## Descripció
- Fa 20 cm de llargària màxima.[2][3]

## Hàbitat
És un peix marí, de clima subtropical i demersal que viu entre 3-40 m de fondària.

## Distribució geogràfica
Es troba a Austràlia.

## Observacions
És inofensiu per als humans.